# 西崎信太郎
西崎 信太郎（にしざき しんたろう、1981年 - ）は、埼玉県出身の音楽プロデューサー、バイヤー、YouTuber、ひきこもり支援相談士。

## 経歴
R&Bを中心とした様々なミュージシャンや音楽をプロデュースしている。
東京都で生まれ、2歳頃より埼玉県鴻巣市にて育った。
引きこもりであったが、音楽と出会ったことで自分の人生を0から考えるようになり、自分の未来を変えるために「自分の好きなことに人生をかけてみよう」と決心し、好きだった音楽を仕事にしようと思い、手探りでできることから始めた。
2007年2月から2010年8月までHMVにてバイヤーとして活動し、2010年より『Urban NEXT シリーズ』（R&Bオムニバス）をプロデュースしたことで知名度が広がった。スティーヴィー・ホアンなどの作品をプロデュースしている。
2012年に山内直己（SWEET SOUL RECORDS 代表）と対談を行った。
2013年1月23日リリースのスティーヴィー・ホアンのベスト・アルバム『Best of Stevie Hoang』に西崎も参加し、収録曲『Nobody』はYouTubeにて再生回数2000万回以上を記録（2022年時点）。
2016年に「R&B SOURCE」（R&B情報ウェブサイト）を開設し、2021年6月25日に「R&B SOURCE Radio」（YouTubeチャンネル）を開設。

## 人物
- ミュージシャンを仕事に誘う時など、直接メールでコンタクトを取るという[3]。
- 鴻巣保健センターにて、ひきこもり支援相談士認定協議会認定のひきこもり支援相談士としても活動しており、埼玉新聞に掲載されたことがある[8][9]。
- レーベルであるPヴァイン傘下にて「Big Tix」をスタートさせている[10][11]。
- 『大西貴文のTHE NITE』（大西貴文のラジオ番組）に出演[12]。